# Vlag van Brod-Posavina

Vlag van Brod-Posavina (ratio 1:2)

De vlag van Brod-Posavina is blauw met twee rechtsschuine witte banen en het wapen in het midden. De vlag werd op 9 december 1994 aangenomen. Het wapen is gebaseerd op het wapen van het koninkrijk Slavonië. Het schild is blauw met een witte golvende baan, die de rivier de Sava vertegenwoordigt, daarboven vijf zespuntige sterren (3 en 2) en daaronder een rennende marter, beiden geel. De sterren komen uit het wapen van Slavonski Brod. Dit oude Kroatische symbool staat voor de mens en alles wat menselijk is.